# Radmila Karaklajić
Radmila Karaklajić (Beograd, 8. oktobar 1939) srpska je pop i pop-rok pevačica, rođena u Beogradu 1939. pred početak Drugog svetskog rata. Proslavila se muzičkim hitom Anđelina zumba zumba iz 1964. koji je dostigao tiraž od gotovo milion i po prodatih primeraka. Glumila je u filmu Dobar vetar 'Plava ptico' (1967) i seriji Obraz uz obraz (1972).
Izrazito je popularna u bivšem Sovjetskom Savezu gde se čak dešavalo da su devojčicama davana imena po njoj.

## Diskografija

### 
- Anđelina, zumba, zumba / Poziv na tvist / Selena tvist / Kroz planine na put (1964)
- Crne oči / Kolja / Smeši se mesec / Ja ću te pričekati (1964)
- Nada / Ja nisam više dete / Mi u kampu / Ti, ljubavi, ti (1964)
- Niko mi ne može suditi / Ti si baš taj / To naše mesto / U naše vreme (1966)
- Pata pata (1968)

### Albumi
- Radmila Karaklajić (1978)
- Ciganske pesme (1981)
- (1983)

### Singlovi
- Ljubavi / Taka taka (1973)

### Kompilacije
- Melodije Jadrana - Split '66 (ploča 3) (1966)
- Melodije Jadrana - Split '67 (ploča 4) (1967)
- Festival Split '68 (1968)
- Šlageri 60-tih 1 i Šlageri 60-tih 4 (2000)

Izvor: 

## Festivali
Beogradsko proleće:
- Naš roman, '63
- Još samo noćas, '72

Vaš šlager sezone, Sarajevo:
- Zovem te, draga, '71

Opatija:
- Lepa Kosovka, '63
- Nemoj sada da me ostavljaš (duet sa Đorđem Marjanovićem), '63

Split:
- Bokeljska noć, pobednička pesma i nagrada za aranžman, '66
- Turist, nagrada za tekst, '67
- Naša klapa, '68
- Moja zemlja, '69

Melodije Istre i Kvarnera:
- Između tvoja dva daleka mora /  Di cvita ružmarin, '66

Pesma leta:
- Što je bilo, prošlo je, '69

Festival vojničkih pesama:
- Ti ćeš mi se vratiti, druga nagrada za kompoziciju, '72
- Povratak, '74

Akordi Kosova:
- Arabela, prva nagrada publike i stručnog žirija, '73

## Spoljašnje veze
- Radmila Karaklajić - Anđelina, zumba, zumba (1965) na
- Radmila Karaklajić — ispovest legende — intervju u Ilustrovanoj politici